# Стрільба з лука на літніх Олімпійських іграх 2016
Змагання зі стрільби з лука на літніх Олімпійських іграх 2016 пройшли з 6 по 12 серпня. Розіграли 4 комплекти нагород. Змагання відбулись на знаменитому Самбодромі.

## Країни, що кваліфікувались
- Австралія  (4)
- Австрія  (1)
- Азербайджан  (1)
- Бангладеш  (1)
- Білорусь  (1)
- Бельгія  (1)
- Бутан  (1)
- Бразилія  (6)
- Канада  (2)
- Чилі  (1)
- Китай  (6)
- Колумбія  (4)
- Куба  (1)
- Домініканська Республіка  (1)
- Єгипет  (2)
- Естонія  (1)
- Фіджі  (1)
- Фінляндія  (2)
- Франція  (3)
- Грузія  (3)
- Німеччина  (2)
- Велика Британія  (2)
- Індія  (4)
- Індонезія  (4)
- Іран  (1)
- Італія  (6)
- Кот-д'Івуар  (2)
- Японія  (4)
- Казахстан  (2)
- Кенія  (1)
- Лівія  (1)
- Малаві  (1)
- Малайзія  (3)
- Мексика  (4)
- Молдова  (1)
- Монголія  (1)
- М'янма  (1)
- Непал  (1)
- Нідерланди  (3)
- Північна Корея  (1)
- Норвегія  (1)
- Польща  (1)
- Росія  (3)
- Словаччина  (2)
- Південна Корея  (6)
- Іспанія  (4)
- Швеція  (1)
- Китайський Тайбей  (6)
- Таїланд  (1)
- Тонга  (2)
- Туреччина  (2)
- Україна  (4)
- США  (4)
- Венесуела  (2)
- Зімбабве  (1)

## Медалі

### Загальний залік
| Місце  | Країна            | Золото | Срібло | Бронза | Загалом |
| ------ | ----------------- | ------ | ------ | ------ | ------- |
| 1      | Південна Корея    | 4      | 0      | 1      | 5       |
| 2      | США               | 0      | 1      | 1      | 2       |
| 3      | Німеччина         | 0      | 1      | 0      | 1       |
| 4      | Росія             | 0      | 1      | 0      | 1       |
| 4      | Франція           | 0      | 1      | 0      | 1       |
| 6      | Австралія         | 0      | 0      | 1      | 1       |
| 7      | Китайський Тайбей | 0      | 0      | 1      | 1       |
| Всього | Всього            | 4      | 4      | 4      | 12      |

## Медалісти

### Чоловіки
| Дисципліна             | Золото                                               | Срібло                                              | Бронза                                            |
| ---------------------- | ---------------------------------------------------- | --------------------------------------------------- | ------------------------------------------------- |
| Індивідуальна першість | Ку Бон Чан (KOR)                                     | Жан-Шарль Валладон (FRA)                            | Брейді Еллісон (USA)                              |
| Командна першість      | Південна Корея (KOR) Кім У Джін Ку Бон Чан Лі Син Юн | США (USA) Брейді Еллісон Зак Гарретт Джейк Камінскі | Австралія (AUS) Алек Поттс Раян Тайєк Тейлор Ворт |

### Жінки
| Дисципліна             | Золото                                                 | Срібло                                                      | Бронза                                                  |
| ---------------------- | ------------------------------------------------------ | ----------------------------------------------------------- | ------------------------------------------------------- |
| Індивідуальна першість | Чан Хьо Джін (KOR)                                     | Ліза Унрух (GER)                                            | Кі Бо Бе (KOR)                                          |
| Командна першість      | Південна Корея (KOR) Чан Хьо Джін Чхве Мі Сун Кі Бо Бе | Росія (RUS) Туяна Дашидоржиєва Ксенія Перова Інна Степанова | Китайський Тайбей (TPE) Ле Цзяньїн Лінь Шицзя Тань Ятін |